# Luigi Riccardo Piovano
Luigi Riccardo Piovano (Perosa Argentina, luglio 1891 – Andora, 1989) è stato un traduttore, inventore e militare italiano.
È noto per la sua traduzione in piemontese della Divina Commedia, per la quale mantenne la struttura in terza rima, e per l’invenzione dell’ombrello tascabile, di cui brevettò un modello in Francia nel 1923.

## Biografia
Luigi Riccardo Piovano nacque a Perosa Argentina nel luglio del 1891. Suo padre era un ufficiale del Regio Esercito, e la famiglia si trasferì spesso.
Durante la Prima Guerra Mondiale, Piovano prestò servizio come capitano dei bersaglieri, partecipando a diverse campagne, tra cui quella in Libia. Durante il conflitto riportò gravi ferite e ricevette diverse onorificenze al valore militare, oggi conservate presso il Museo di Torino.
Dopo la guerra si stabilì ad Andora, in Liguria, dove si dedicò alla letteratura e all’arte. In età avanzata si distinse per un atto di eroismo civile, fermando un cavallo imbizzarrito per le strade della città, un gesto che gli valse un attestato di pubblica benemerenza e un riconoscimento del Municipio di Torino .
Piovano morì nel 1989.

## La Divina Commedia in piemontese
L'opera più importante di Piovano è la sua traduzione completa della Divina Commedia in piemontese, pubblicata negli anni '70 dalla Tipografia Stigra di Torino. Si tratta di una delle poche traduzioni dialettali complete dell'opera dantesca, caratterizzata dall'uso della terza rima per mantenere la musicalità del testo originale.
La traduzione è stata citata in diversi studi accademici internazionali sui dialetti italiani ed è parte del Fondo De Mauro, una raccolta di testi dedicati alle lingue minoritarie e dialettali, conservata presso l’Associazione di via dell’Arsenale.
Nel 2021, la sua traduzione è stata recitata dal linguista Giovanni Tesio nell’ambito di un’iniziativa per valorizzare le traduzioni dialettali della Divina Commedia. Inoltre, è stata inserita in uno speciale della RAI, Giro d’Italia, con una lettura dell'attrice Laura Curino.

## Opere
- Divina Commedia tradotta in piemontese (Inferno, Purgatorio, Paradiso), Tipografia Stigra, Torino, 1973.
- Drolerie d’Ricardo Piuvan, raccolta di poesie in piemontese, 1979.

## Attività da inventore
Nel 1923, Piovano depositò in Francia il brevetto per un ombrello tascabile (brevetto FR565539A), anticipando di decenni i moderni design compatti per gli ombrelli.

## La controversia sul dipinto attribuito a Michelangelo
Piovano fu protagonista di una controversia artistica legata a un dipinto raffigurante una Crocifissione, che egli attribuiva a Michelangelo Buonarroti. Secondo la sua ipotesi, il dipinto sarebbe stato realizzato per Vittoria Colonna nel 1545 e ritrovato nel 1917 a Villa Bramafarina, Saluzzo.
Piovano sostenne questa attribuzione con saggi e lettere inviate a personalità come Giovanni Gronchi (ex Presidente della Repubblica) e Bruno Zevi. Le sue lettere sono oggi conservate presso l’Istituto Luigi Sturzo.
La critica ufficiale, tra cui lo storico Roberto Longhi, respinse l’attribuzione a Michelangelo, ritenendo che il dipinto fosse opera del suo allievo Marcello Venusti. Tuttavia, nel 1976 (“La Stampa”,17/11/1976), il Ministero dei Beni Culturali vietò l’esportazione del dipinto all’estero, riconoscendone il valore artistico .

## Riconoscimenti e onorificenze

### Onorificenze militari (Prima Guerra Mondiale)
- Medaglia d'Argento al Valor Militare

### Riconoscimenti civili
- Attestato di pubblica benemerenza per l’eroico intervento nel fermare un cavallo imbizzarrito a Torino.